# Tűzhangyarokonúak

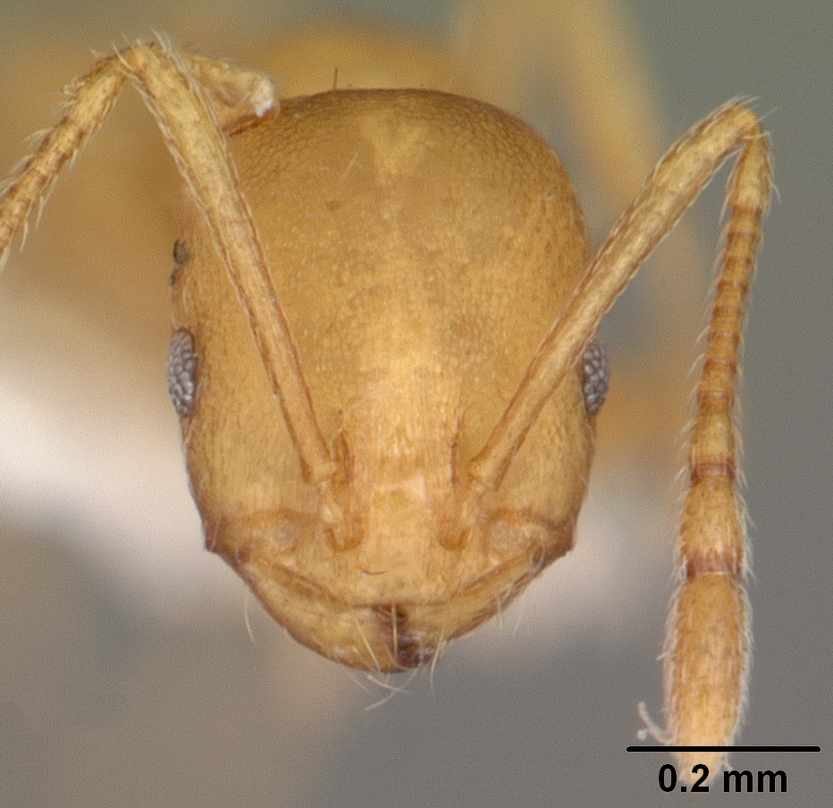
Kis fáraóhangya feje elölnézetben

A  tűzhangyarokonúak (Solenopsidini) a hártyásszárnyúak (Hymenoptera) rendjében a fullánkosdarázs-alkatúak (Apocrita) alrendjébe sorolt hangyák (Formicidae) között a bütyköshangyaformák (Myrmicinae) alcsalád egyik nemzetsége több mint húsz recens és néhány kihalt nemmel. A recens nemek közel felét az ezredforduló után jelölték ki, amiből valószínűsíthető, hogy a nemzetség rendszertani helyzete még intenzíven változik.
Föltételezhetően ide sorolható jelenleg még három nem:
- Afroxyidris
- Oligomyrmex
- Paedalgus

## Származásuk, elterjedésük
A kozmopolita nemzetségből Magyarországon két nem egy-egy faja honos:
- tolvajhangya (Solenopsis fugax)
- kis fáraóhangya (Monomorium pharaonis)

## Megjelenésük, felépítésük
Mérgük fő hatóanyaga a piperidin.

## További, Magyarországon ismertebb fajok
- hódító tűzhangya (Solenopsis geminata)
- amerikai tűzhangya (Solenopsis invicta)  — az újvilági faunabirodalom brazíliai faunatartományából elterjedt, kártékony özönfaj.[2]
- apró tűzhangya (Solenopsis phoretica)
- harcias tűzhangya (Solenopsis xyloni)
- közönséges csibészhangya (Megalomyrmex symmetochus)
- maláj zsarnokhangya (Tyrannomyrmex rex)
- barna lopóhangya (Myrmicaria brunnea)
- dél-afrikai lopóhangya (Myrmicaria natalensis)
- Biró-fáraóhangya (Monomorium birois)